# X-Men: Madness in Murderworld
X-Men: Madness in Murderworld est un jeu vidéo d'aventure développé et édité par Paragon Software, sorti en 1989 sur DOS, Commodore 64 et Amiga.
Il a pour suite X-Men II: The Fall of the Mutants.

## Trame
Le professeur Xavier a été enlevé par Magnéto et Arcade et est retenu prisonnier dans un parc d'attractions.

## Système de jeu
Le joueur contrôle Wolverine, Cyclope, Colossus, Tornade, Diablo et Dazzler et doit faire appel à leurs pouvoirs spécifiques pour déjouer les pièges du parc.

## Accueil
ScreenRant, dans son classement des jeux X-Men, a positionné le jeu et sa suite en 17ème position sur 18, critiquant la difficulté mal dosée du titre.